# Andrena derbentina
Andrena derbentina är en biart som beskrevs av Morawitz 1886. Andrena derbentina ingår i släktet sandbin, och familjen grävbin. Inga underarter finns listade i Catalogue of Life.